# Municipio de Ridgeville
El municipio de Ridgeville (en inglés: Ridgeville Township) es un municipio ubicado en el condado de Henry en el estado estadounidense de Ohio. En el año 2010 tenía una población de 1091 habitantes y una densidad poblacional de 17,87 personas por km².

## Geografía
El municipio de Ridgeville se encuentra ubicado en las coordenadas 41°27′24″N 84°17′7″O / 41.45667, -84.28528. Según la Oficina del Censo de los Estados Unidos, el municipio tiene una superficie total de 61.04 km², de la cual 61,04 km² corresponden a tierra firme y (0 %) 0 km² es agua.

## Demografía
Según el censo de 2010, había 1091 personas residiendo en el municipio de Ridgeville. La densidad de población era de 17,87 hab./km². De los 1091 habitantes, el municipio de Ridgeville estaba compuesto por el 96,33 % blancos, el 0,27 % eran afroamericanos, el 0,18 % eran amerindios, el 1,65 % eran de otras razas y el 1,56 % eran de una mezcla de razas. Del total de la población el 4,03 % eran hispanos o latinos de cualquier raza.